# Leptopoecile
Leptopoecile là một chi chim trong họ Aegithalidae.

## Các loài
- Leptopoecile elegans
- Leptopoecile sophiae